# Tullio Kezich
Tullio Kezich (Trieste, 17 de setembre de 1928 - Roma, 17 d'agost de 2009) va ser un guionista i dramaturg italià, més conegut om a crític de cinema al Corriere della Sera i per la seva premiada biografia del director italià Federico Fellini.

## Biografia
L'experiència de Kezich com a crític de cinema va començar l'any 1941 com a lector adolescent de les revistes italianes Cinema i Film. Va començar a fer ressenyes professionalment per a Radio Trieste l'any 1946. A principis dels anys 50 es va convertir en crític de cinema a la Mostra Internacional de Cinema de Venècia, una col·laboració que duraria més de 60 anys, i amb la revista de cinema Sipario. de la qual després va ser director editorial entre 1971-1974.
El 1982, va ser membre del jurat del 34è Festival Internacional de Cinema de Berlín.
Durant la seva llarga carrera com a crític de cinema, va col·laborar amb Settimana Incom i el setmanari Panorama, així com els diaris La Repubblica i Corriere della Sera. Les seves crítiques cinematogràfiques per Panorama i Corriere della Sera es van publicar en diversos volums. Autor de nombrosos llibres sobre cinema, Kezich també va ser actor i dramaturg l'obra del qual encara es representa àmpliament a tot Europa.
Kezich va morir a Roma després d'una llarga malaltia, un mes abans dels 81 anys.

## Guió i producció
El 1950, Kezich va treballar com a secretari de producció a Cuori senza frontiere de Luigi Zampa, en la qual també va tenir un petit paper al costat del seu company crític de cinema Callisto Cosulich.
El 1961, va participar com a actor a Il posto d'Ermanno Olmi. Aquell mateix any, va cofundar 22 dicembre, una companyia de cinema que va produir Il terrorista de Gianfranco De Bosio i la pel·lícula per a televisió de Roberto Rossellini, L'età del ferro  (L'edat del ferro). Kezich va ser el director artístic de la companyia fins que es va retirar el 1965, any en què es va traslladar a Roma per treballar en el guió i la producció televisiva de I recuperanti d'Olmi. Van seguir diverses produccions, com ara adaptacions televisives d'obres de Cervantes, Dostoievski i Italo Svevo.
El 1987, Kezich va coescriure el guió de La llegenda del Sant Bevedor, basat en la novel·la de Joseph Roth. Dirigida per Ermanno Olmi i protagonitzada per Rutger Hauer, la pel·lícula va guanyar el Lleó d'Or al 45a Mostra Internacional de Cinema de Venècia el 1988.
El 2008, va ser entrevistat per al documental Il falso bugiardo (El fals mentider) de Claudio Costa sobre el guionista italià Luciano Vincenzoni.

## Biografia de Fellini
Reconegut com a especialista mundial en Federico Fellini, la seva biografia innovadora del director italià, Fellini, la vita e i film (Camunia, 1987), va ser revisada i publicada en anglès com a Fellini: His Life and Work el 2006. L'historiador i crític de cinema Peter Cowie va escriure que el llibre superava totes les altres obres sobre el director en anglès, francès i italià.

## Filmografia
Guionista
- Un metro lungo cinque, curtmetratge documental (1961)
- La coscienza di Zeno, minisèrie (1966)
- I recuperanti, telefilm (1969)
- Venga a prendere il caffè da noi (1970)
- Don Chisciotte, telefilm (1983)
- Delitto e castigo, minisèrie (1983)
- La coscienza di Zeno, minisèrie (1988)
- La llegenda del Sant Bevedor (1988)

Actor
- Cuori senza frontiere (1950)
- Il posto (1961)
- Cinématon #920 (1987) deGérard Courant
- Il falso bugiardo (2008)

## Crítica cinematogràfica
- Il western maggiorenne. F. Zigiotti, Trieste 1953
- Ascolta, mister Bilbo! Canzoni di protesta del mondo americano, Milano-Roma Ed. Avanti!, 1954
- John Ford, Parma, Guanda, 1958
- Il campeggio di Duttogliano, 1959
- Fellini &altri, Milano, Bompiani, 1960
- Salvatore Giuliano, Roma, Edizioni FM, 1961
- L'uomo di sfiducia, Milano, Bompiani, 1962
- Giulietta degli spiriti, (Dal soggetto al film), Bologna, Cappelli, 1965
- I cavalieri del West, Milano, Della Volpe, 1965
- La coscienza di Zeno, Torino, Einaudi, 1965
- Ombre rosse, Padova, RADAR, 1968
- Svevo e Zeno, Milano, Scheiwiller, 1970
- W Bresci, Roma, Bulzoni, 1971
- Il fu Mattia Pascal, da L. Pirandello, Torino, Einaudi, 1975
- Il mito del Far West, Roma, Bulzoni, 1975
- Il milleFilm. Dieci anni al cinema 1967-1977, Milano, Il formichiere 2 voll., 1978
- Il centoFilm: un anno al cinema 1977-1978, Milano, Il formichiere, 1978
- Il dolce cinema Fellini &altri, Milano, Bompiani, 1978
- Svevo e Zeno: vite parallele, 2ª ed. accresciuta e riveduta, Milano, Il formichiere, 1978
- Il centofilm 2: un anno al cinema, Milano, Il formichiere, 1979
- Il FilmSessanta, Milano, Il formichiere, 1979
- Il centofilm 3: un anno al cinema, Milano, Il formichiere, 1980
- Il mito del Far West, Milano, Il formichiere, 1980
- Delitto e castigo, da Feodor Dostoevskij (con Mario Missiroli), Torino, ERI, 1983
- Il nuovissimo millefilm: cinque anni al cinema, Milano, Mondadori, 1983
- Il film '80: cinque anni al cinema, Milano, Mondadori, 1986
- Il fu Mattia Pascal, da Luigi Pirandello, versione 1986 per Maurizio Scaparro e Pino Micol, Roma, Officina, 1986
- Fellini, Milano, Camunia, 1987
- Fellini, Milano, Rizzoli, 1988
- Il film '90: cinque anni al cinema, Milano, A. Mondadori, 1990
- Giulietta Masina, Bologna, Cappelli, 1991
- Cento film 1994, Roma-Bari, Laterza, 1995
- Cento film 1995, Roma-Bari, Laterza, 1996
- Fellini del giorno dopo, Rimini, Guaraldi, Associazione Fellini, 1996
- Su La dolce vita con Federico Fellini, Venezia, Marsilio, 1996
- Cento film 1996, Roma-Bari, Laterza, 1997
- Cento film 1997, Roma-Bari, Laterza, 1998
- L'americano di San Giacomo, Trieste, La Contrada - Teatro Stabile di Trieste, 1998 – video
- Primavera a Cinecittà, Roma, Bulzoni, 1999
- Il campeggio di Duttogliano e altri ricordi-racconti, Palermo, Sellerio, 2001
- Federico: Fellini, la vita e i film, Milano, Feltrinelli, 2002. ISBN 880749020X
- Una giornata particolare, Associazione Philip Morris Progetto Cinema, Torino, Lindau, 2003
- Cronaca di un amore, Torino, Lindau, 2004
- Ermanno Olmi : il mestiere delle immagini: diario in pubblico di un'amicizia, Alessandria, Falsopiano, 2004. ISBN 9788887011814
- L'uomo di sfiducia, Milano, Bompiani, 2005
- Cari centenari...: Rossellini, Visconti, Soldati 1906-2006, Alessandria, Falsopiano, 2006
- Una notte terribile e confusa, Palermo, Sellerio, 2006
- Il sosia, Trieste, La Contrada - Teatro Stabile di Trieste, 2006
- I libri di casa mia: la biblioteca di Federico Fellini, Fondazione Federico Fellini, 2008
- Noi che abbiamo fatto La dolce vita, Palermo, Sellerio, 2009. ISBN 8838923558
- Una dinastia italiana, Milano, Garzanti, 2010

## Altres escrits
- Francesco Savio, Cinecitta anni Trenta : parlano 116 protagonisti del secondo cinema italiano (1930-1943), a cura di Tullio Kezich, Roma, Bulzoni, 1979
- Ennio Flaiano, Un film alla settimana, 55 critiche da Cine illustrato (1939-1940) a cura di Tullio Kezich, Roma, Bulzoni, 1988
- Thomas Hardy, Una romantica avventura, introduzione di Tullio Kezich, Palermo, Sellerio, 1994
- Federico Fellini, Il viaggio di G. Mastorna, sceneggiatura di Federico Fellini, introduzione di Tullio Kezich, Milano, Bompiani, 1995
- Marco Bellocchio, Il Principe di Homburg di Heinrich von Kleist, sceneggiatura del film; a cura di Giovanni Spagnoletti, prefazione di Tullio Kezich, 1997
- Pier Antonio Quarantotti Gambini, L'onda dell'incrociatore, con una nota di Tullio Kezich, Palermo, Sellerio, 2000
- Arthur Schnitzler, Il ritorno di Casanova, a cura di Giuseppe Farese ; prefazione Tullio Kezich, Milano, Corriere della Sera, 2002
- Mario Tobino, Per le antiche scale, prefazione di Tullio Kezich, Milano, RCS quotidiani, 2003
- I luoghi del cinema, a cura di Giulio Martini, introduzione di Tullio Kezich, Milano, TCI, 2005
- Federico Fellini, Il libro dei sogni, a cura di Tullio Kezich e Vittorio Boarini, Milano, Rizzoli, 2007
- I libri di casa mia: la biblioteca di Federico Fellini, a cura di Oriana Maroni e Giuseppe Ricci, introduzione di Tullio Kezich, 2008
- Pietro Bianchi: recensioni cinematografiche per Il Gatto Selvatico 1955-1964, introduzione di Tullio Kezich, 2009
- Stuart N. Lake, Lo sceriffo di ferro : la vera storia di Wyatt Earp e della sfida all'OK Corral; presentazione Tullio Kezich, Odoya, Odoya library, 2013